# Triebkopf

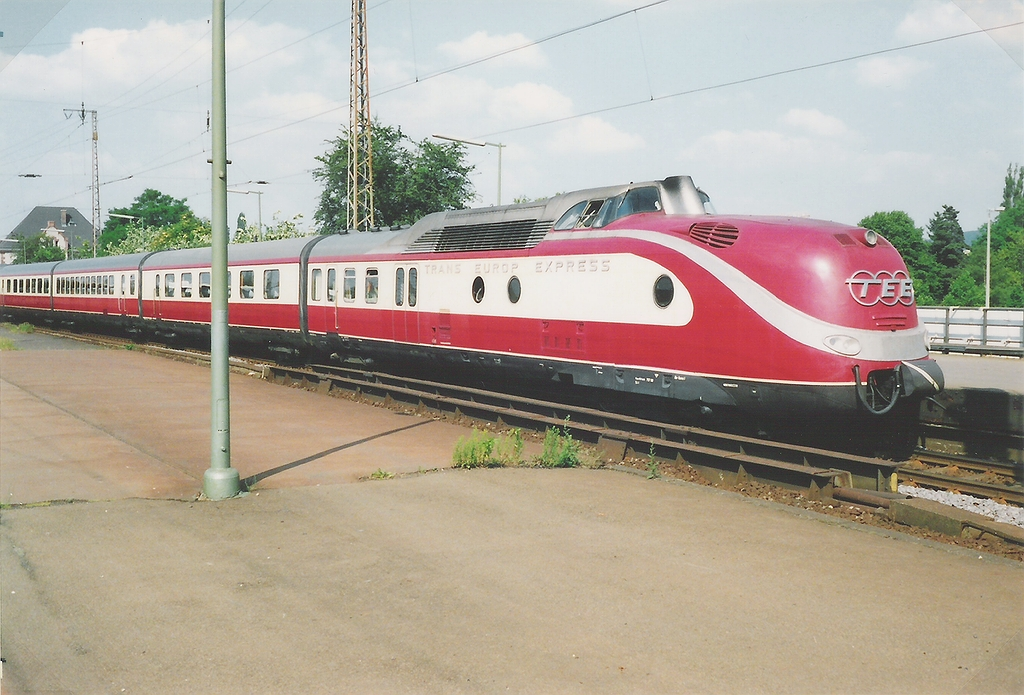
TEE-Zug mit Diesel-Triebkopf der DB-Baureihe VT 11.5

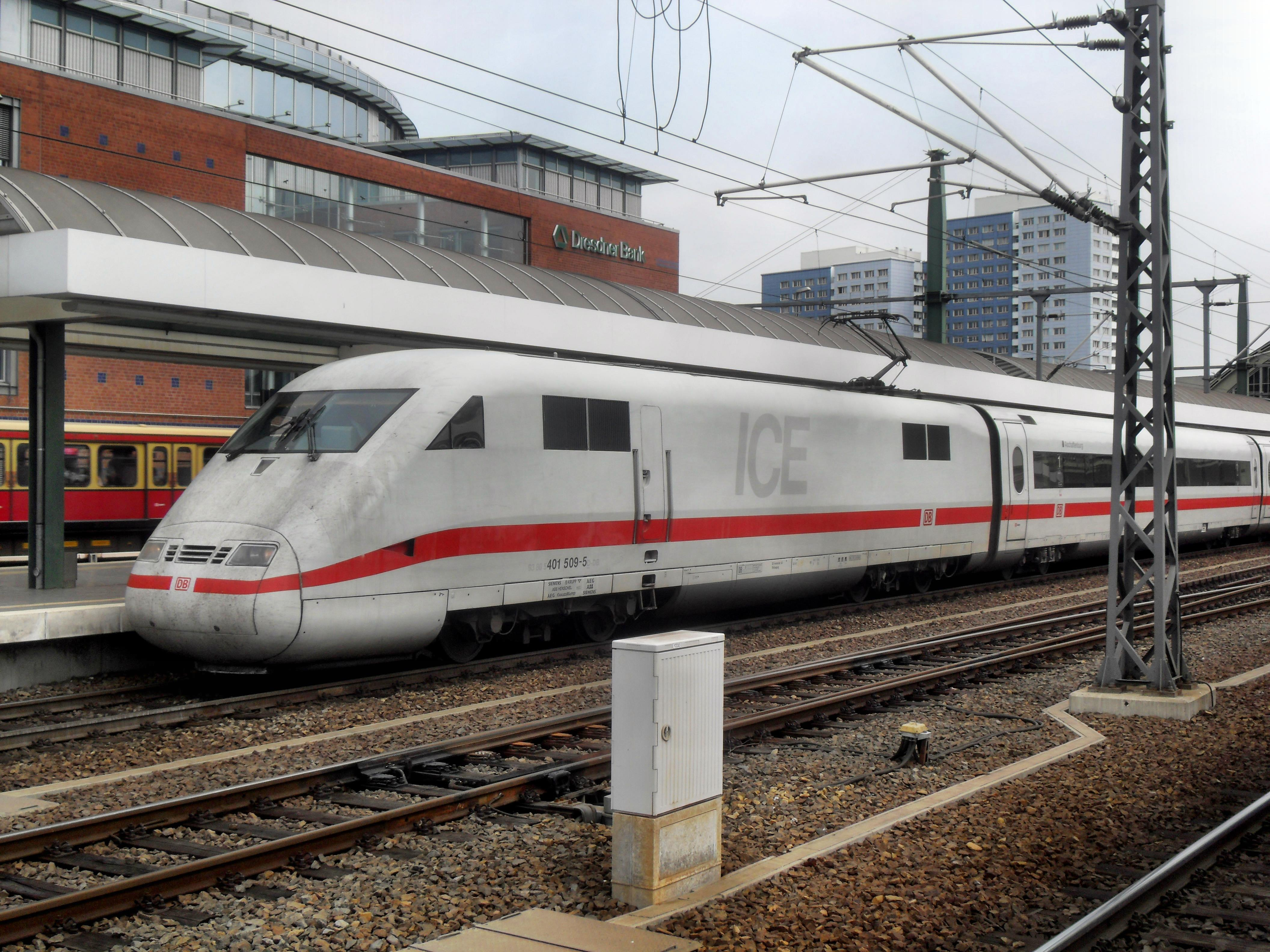
Elektrischer Triebkopf eines ICE 1 in Berlin Ostbahnhof

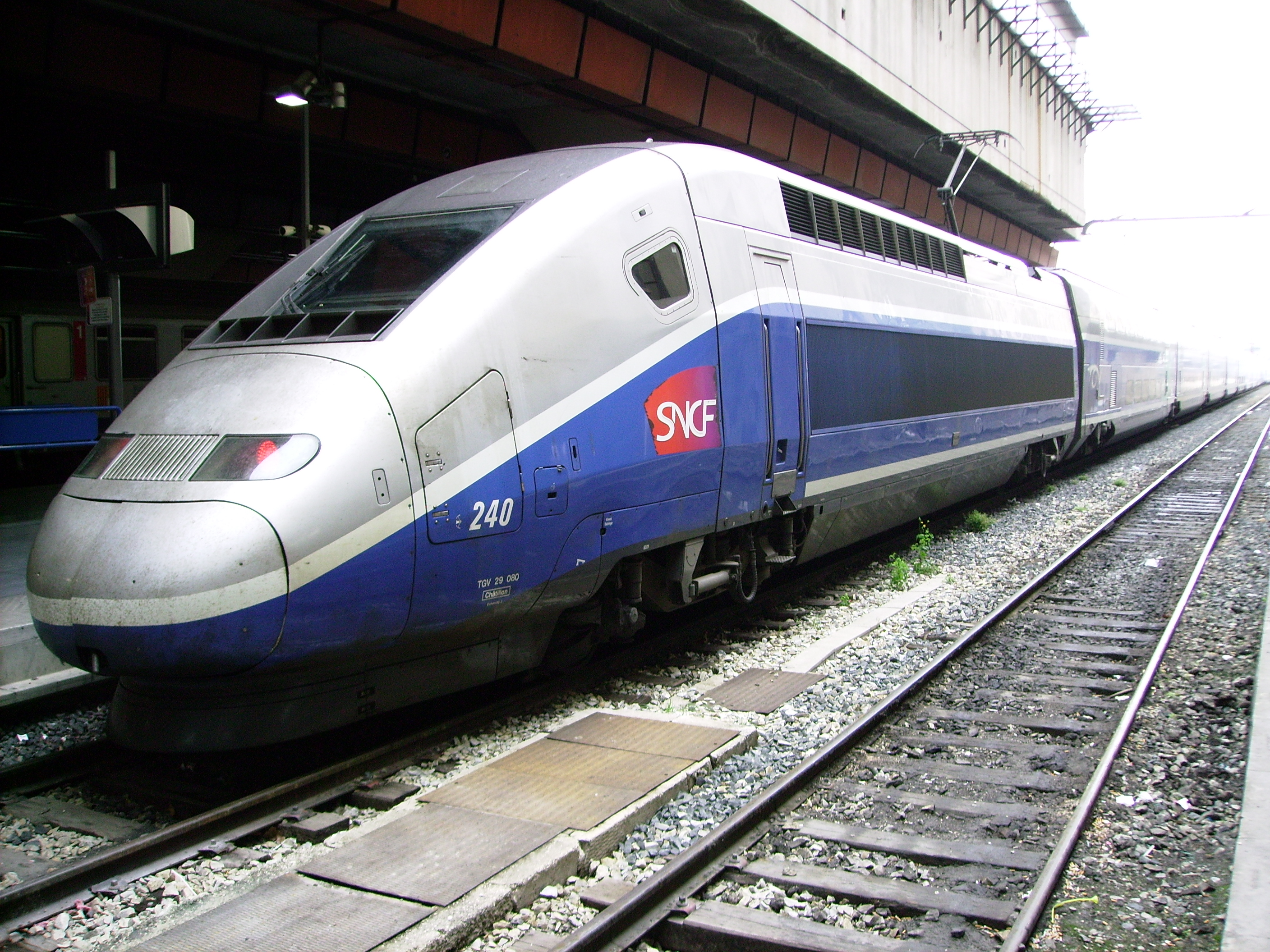
Triebkopf eines TGV Duplex im Bahnhof von Marseille

Unter einem Triebkopf versteht man eine betriebsmäßig immer mit dem Zug gekuppelte, unsymmetrische Lokomotive mit nur einem Führerstand. Ebenfalls als Triebköpfe bezeichnet werden in gewissen Fällen Lokomotiven, die ausschließlich in Wendezügen eingesetzt werden.

## Verwendung

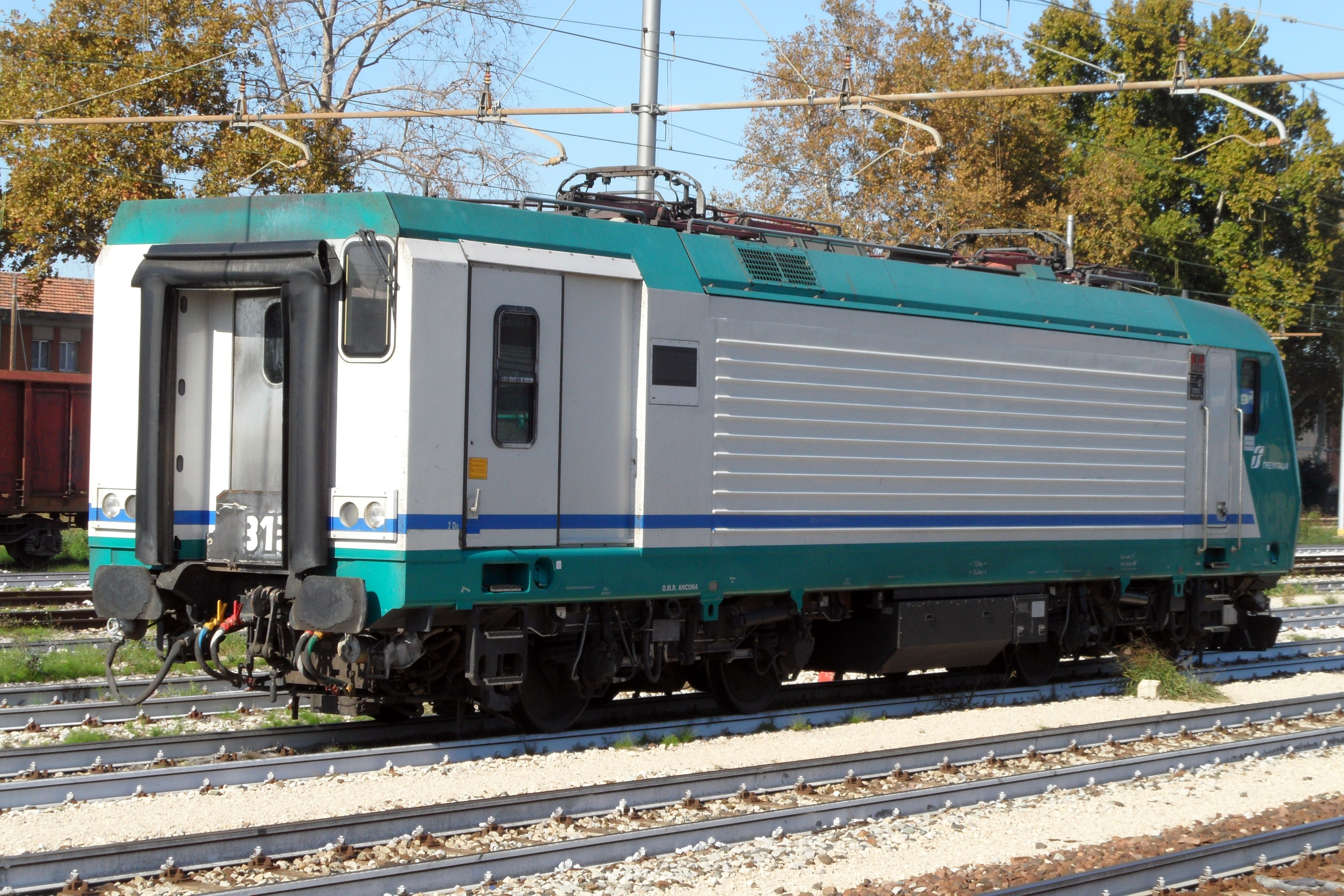
E.464 der Trenitalia, Übergangsende mit Regelschraubenkupplung, im Gepäckraum befindet sich hinter dem Stirnwandfenster mit Scheibenwischer ein abschließbarer Hilfsführerstand

Triebköpfe werden in der Regel dann verwendet, wenn der Antrieb in getrennten Fahrzeugen an den Enden des Zuges konzentriert werden soll, dies im Gegensatz zu jenen Triebzügen, bei denen der Antrieb über den ganzen Zug verteilt ist. Technisch gesehen sind Triebköpfe Lokomotiven mit nur einem (vollständigen) Führerstand und eventuell einseitig nur reduziert vorhandenen Zug- und Stoßeinrichtungen. Zugseitig besitzen sie oft einen angepassten Übergang zum anschließenden Wagen, der ein einheitliches Erscheinungsbild und eine bessere Aerodynamik sicherstellt.
Typische Vertreter von Triebzügen mit Triebköpfen sind die deutsche TEE-Baureihe VT 11.5 bzw. 601 und der ICE 1 sowie der italienische ETR 500. Auch die Eurostar Original, E300- und Autoreisezüge im Eurotunnel sind mit Triebköpfen bespannt. Hat ein Triebzug nur einen Triebkopf, so ist auf der anderen Seite in der Regel ein Steuerwagen zu finden. Beispiele dafür sind die ICE 2 der Deutschen Bahn und die 4010 der ÖBB.
Beispiele für Triebköpfe von Wendezügen sind die Re 450 der Doppelstock-Pendelzüge (DPZ) der S-Bahn Zürich und die italienischen E.464. Der Unterschied liegt hier darin, dass als Zwischenwagen freizügig einsetzbare Reisezugwagen verwendet werden.

### Nachteile
Kritiker behaupten, dass die Verwendung von Triebköpfen die Nachteile von Triebwagen und lokbespanntem Zug kombiniere. Einerseits lässt sich ein solcher Triebzug wie ein Triebwagen nur in fester Konfiguration einsetzen, was eine flexible Anpassung an eine schwankende Nachfrage unmöglich macht (allerdings fahren heutzutage bisweilen auch lokbespannte Züge aus Instandhaltungsgründen immer im selben Verband, wie etwa bei der Deutschen Bahn im Rahmen des Programms RIGA). Andererseits weisen die Triebköpfe wie die Lokomotiven eine hohe Achslast auf, was insbesondere bei hohen Fahrgeschwindigkeiten eine entsprechende Ausrüstung der Strecke nötig macht. Überdies steht in den Triebköpfen kein Raum für Sitzplätze zur Verfügung.

### Vorteile
Dennoch können Triebköpfe auch sinnvoll sein, etwa wenn bei Doppelstockwagen kein Platz mehr für die Antriebsaggregate vorhanden ist. Zudem beeinträchtigen Antriebsgeräusche und -vibrationen den Fahrgastraum weniger. So befindet sich bei neueren Baureihen des TGV, beispielsweise dem TGV Duplex, der Antrieb nunmehr vollständig im Triebkopf, während bei den ersten Serien jeweils auch der erste Wagen hinter dem Triebkopf ein angetriebenes Drehgestell hatte.